# Outlast (materiál)

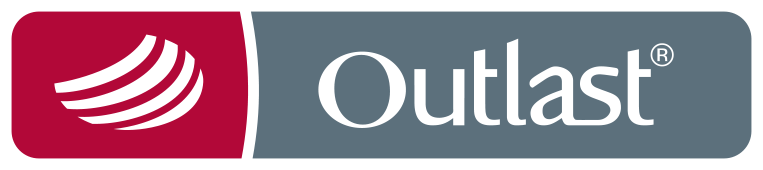
Logo firmy Outlast

Outlast je obchodní značka materiálů k regulaci klimatických podmínek v textiliích..

## Historie
V rámci NASA se od 80. let 20. století  vyvíjeli výrobky s obsahem PCM používané  na rukavice, skafandry aj pro astronauty. V roce 1987 získala americká firma Gateway  jako první exkluzivní právo na použití PCM v komerčních textiliích. V roce 1997 bylo změněno jméno firmy na Outlast.
V roce 2006 byla založena firma Outlast Europe GmbH a název Outlast registrován jako chráněná značka. V roce 2018 byl změněn název firmy na  Outlast Technologies GmbH se zaměřením podnikatelské činnosti na: vývoj, marketing a prodej materiálů Outlast® a podobných výrobků v Evropě, Turecku a Izraeli. Ve 20. letech si nechala firma patentovat např. fresh2SKIN, mikrokapsule PCM a řadu podobných materiálů. V roce 2023 měla firma 22 zaměstnanců, za tento rok byla zaznamenána bilanční suma 13,2 miliony €.
V říjnu 2024 koupila Outlast Technologies čínská firma Sunwin, u které se stala dceřinou společností.

## Materiály s označením Outlast
(v roce 2024) 
| Outlast produkt               | Zpracování / funkce PCM                                | Doporučené použití                                                                       | Podmínky pro odběratele                                             |
| ----------------------------- | ------------------------------------------------------ | ---------------------------------------------------------------------------------------- | ------------------------------------------------------------------- |
| PES vlákna                    | sloučení PCM s PES surovinou při zvlákňování           | příze, oděvní pleteniny, spodní prádlo, ložní prádlo, pracovní a vojenské oděvy          | licence na spřádání vláken a zpracování příze                       |
| PAC vlákna                    | sloučení PCM s PAC surovinou při zvlákňování           | příze, pleteniny, přikrývky, spodní prádlo                                               | licence na spřádání vláken a zpracování příze                       |
| VI vlákna                     | sloučení PCM s VI surovinou při zvlákňování            | příze, pleteniny, svrchní oděvy, spodní prádlo, potahy matrací, pracovní oděvy, uniformy | licence na spřádání vláken a zpracování příze                       |
| MIC (Matrix-Infusion Coating) | potištění textilie tenkou vrstvou PCM materiálu (vosk) | oděvy, lůžkoviny, potahy matrací                                                         | koupit povrstvené textilie a nebo nechat upravit vlastní zboží      |
| Coating                       | povrstvení/potištění plošných textilií s PCM           | vícevrstvé textilie, rukavice, obaly, obuv, sedadla                                      | nákup jen u Outlast Technologies nebo u firmy s licencí             |
| fresh2SKIN                    | sloučenina fresh2SKIN se nanáší smáčením               | pleteniny, šaty, spodní prádlo, ložní prádlo rukavice                                    | sloučenina fresh2SKIN k vlastnoruční úpravě textilií se dá zakoupit |

Hlavní prodejní argument pro výhody outlastu je schopnost snížit pocení při použití textilií až o 48 %.
Vedle tohoto stadandardního programu nabízí Outlast např. vysoceporézní aerogelový materiál Aerosul  Xelerate, kombinace PCM s mřížkovou strukturou (o 30 % vyšší vodivost tepla)